# Wariometr

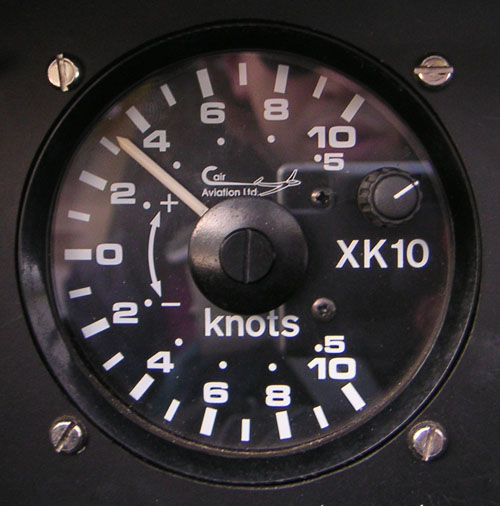
Wariometr firmy Cair Aviation

Wariometr (VSI) (ang. Vertical Speed Indicator) – przyrząd wskazujący prędkość pionową statku powietrznego, czyli prędkości wznoszenia się lub opadania. Działa na zasadzie pomiaru zmian ciśnienia statycznego. Wariometr może być wyskalowany w m/s, m/min lub ft/min. Obok wysokościomierza i prędkościomierza jeden z podstawowych przyrządów pokładowych wykorzystywanych na wszystkich typach statków powietrznych od lotni i paralotni do samolotów komunikacyjnych.

## Budowa i sposób działania wariometru
Ze względu na budowę rozróżniamy wariometry mechaniczne i elektroniczne. Te ostatnie są zwykle zintegrowane z wysokościomierzem. Spośród wariometrów mechanicznych, możemy natomiast wyróżnić wariometr membranowy i wariometr skrzydełkowy.

### Wariometr membranowy
Zasada działania wariometru membranowego polega na pomiarze różnicy ciśnień pomiędzy różnicową puszką membranową a szczelną obudową przyrządu. Do puszki różnicowej jest doprowadzone ciśnienie statyczne poprzez rurkę umieszczoną na zewnątrz statku powietrznego otwartą w części czołowej, natomiast do szczelnej obudowy przyrządu doprowadzane jest poprzez tę samą rurkę oraz kapilarę, czyli rurkę włoskowatą. Do obudowy ciśnienie jest dostarczane z lekkim opóźnieniem co powoduje powstanie różnicy ciśnień pomiędzy obudową a puszką różnicową. Różnica ciśnień powoduje liniowe ugięcie puszki, które jest przekazywane proporcjonalnie na wskazówkę.

### Wariometr skrzydełkowy
Istnieje również inny typ wariometru mechanicznego – wariometr skrzydełkowy, który nie posiada puszki aneroidowej, natomiast, którego komora podzielona jest na dwie części – między którymi umieszczone jest ruchome skrzydełko, w którym znajduje się szczelina. Do jednej z tych części doprowadzony jest dajnik ciśnienia statycznego. Wariometry te są bardziej czułe, a w związku z tym, rzadziej stosowane w samolotach silnikowych, a częściej w szybowcach. Jako że szczelinka ma większy przekrój niż kapilara w wariometrze membranowym, dla spowolnienia wyrównywania ciśnienia między oboma częściami potrzebna jest większa objętość powietrza w obudowie. Dlatego też, do części wyrównawczej wariometru, dołączone jest naczynie wyrównawcze zwane potocznie termosem.

## Wariometr energii całkowitej
Energię statku powietrznego, tak jak każdego innego ciała fizycznego, można podzielić na potencjalną – wynikającą z jego położenia (wysokości na której się znajduje), oraz na kinetyczną – wynikającą z jego prędkości. Energie te można wymieniać między sobą – zwiększając wysokość kosztem prędkości i zwiększając prędkość, kosztem wysokości. Większość wariometrów, wykorzystując jedynie dajniki ciśnienia statycznego, mierzy tylko zmiany energii potencjalnej statku, przy czym nie ma znaczenia, czy ta zmiana wynikła ze zmiany prędkości (zamiana energii), czy w wyniku wpływu czynników zewnętrznych – noszeń lub duszeń.
Fakt ten jest istotny w szybownictwie, ponieważ pilota szybowca zwykle bardziej interesuje to czy w rejonie przestrzeni, w którym się znajduje obecne są noszenia lub duszenia niż to, czy szybowiec faktycznie wznosi się, czy opada. Bez tej informacji, znalezienie kominów termicznych byłoby mocno utrudnione. Aby rozwiązać ten problem, w szybowcach stosuje się wariometry energii całkowitej (WEC, znane także jako wariometry skompensowane).
Ich działanie polega na tym, że do obwodu wyrównawczego wariometru, dołączona jest odpowiednio skalibrowana membrana (tzw. kompensator wariometru energii całkowitej, w skrócie KWEC), do której z kolei doprowadzone jest ciśnienie całkowite. Jeśli więc zmiany w ciśnieniu statycznym wynikać będą ze zmiany prędkości, to zostaną one zniwelowane przez równoczesną, większą zmianę w doprowadzonym do przeciwnej strony układu ciśnieniu całkowitym i odpowiednio skompensowany wariometr nie wykaże żadnej zmiany w energii całkowitej szybowca. Jednakże w momencie zaistnienia noszenia lub duszenia, nastąpi zmiana w ciśnieniu statycznym, której nie towarzyszyć będzie zmiana ciśnienia całkowitego i wariometr wykaże tę zmianę, umożliwiając pilotowi np. rozpoczęcie krążenia w kominie termicznym.